# メタノトサウルス
メタノトサウルス（稲井竜、Metanothosaurus nipponicus）は、1939年(昭和14年)に発見された海棲爬虫類である。和名、「稲井竜」(いないりゅう)として知られている。その名前の由来は、発掘地の地層である三畳系稲井層群。偽竜類として記載された（魚竜とする説もある）。2014年の研究において疑問名とされている。

## 発見
1939年(昭和14年)に宮城県本吉郡柳津町(現登米市)の北上川岸で地元の小学校教師が発見し、卒論で発見地付近に入っていた永井浩三等によって産状記載が行なわれた。頭骨、四肢の骨が不明であったが、体の大部分は保存されており、偽竜の一種、新属新種のMetanothosaurus nipponicusとして記載された。戦後、化石が失われてしまう。1970年になって付近の地域で発掘された化石は当初はイナイリュウかと思われたが後に魚竜であった事実が判明する。そういった事情もありイナイリュウが魚竜である可能性を示唆する向きもある。

## 特徴
中生代三畳紀の地層から産出した。全長約1.3m程度と考えられている。

## 備考
化石がなくなった経緯について東北大学学術資源研究公開センターは太平洋戦争中に山形県内に化石標本を疎開させた後に行方不明になっているとしている。化石消失のため古生物の図鑑から削除されているが、東北大学学術資源研究公開センターはイナイリュウがノトサウルスの近縁だとする論文は有効との見解を示している。
2021年2月に登米市津山町柳津宮沢の北上川右岸に「イナイリュウの化石」発見地の看板が設置された。